# A Sailor’s Guide to Earth
| Совокупная оценка | Совокупная оценка |
| Источник          | Оценка            |
| ----------------- | ----------------- |
| Metacritic        | 86/100            |
| Оценки критиков   |                   |
| Источник          | Оценка            |
| AllMusic          | [ 2 ]             |
| Rolling Stone     | [ 3 ]             |
| Slant Magazine    | [ 4 ]             |
| Pitchfork Media   | 8.0/10            |

A Sailor’s Guide to Earth (с англ. — «Руководство матросам по суше») — третий студийный альбом американского кантри-певца и автора Стерджила Симпсона, вышедший 15 апреля 2016 года на лейбле Atlantic Records. В качестве продюсера записи выступил сам Симпсон.
Премия «Грэмми» за лучший кантри-альбом (2017).
Альбом получил положительные отзывы музыкальных критиков и интернет-изданий: Metacritic (86 из 100), Slant Magazine, Pitchfork Media, Rolling Stone.
Альбом дебютировал на позиции № 3 в американском хит-параде Billboard 200, и на позиции № 1 в кантри-чарте Top Country Albums, с тиражом 52,000 копий (55,000 единиц, с учётом треков и стриминга) в первую неделю. Во вторую неделю тираж составил ещё 13,400 копий. К июню 2016 года тираж составил 105,200 копий в США.
К декабрю 2016 года тираж составил 145,600 копий в США.

### Итоговые списки
| Публикация  | Список                     | Год  | Ранг | Ссылка |
| ----------- | -------------------------- | ---- | ---- | ------ |
| Paste       | The 50 Best Albums of 2016 | 2016 | 19   | [ 12 ] |
| Rough Trade | Albums of the Year         | 2016 | 91   | [ 13 ] |
| Stereogum   | The 50 Best Albums of 2016 | 2016 | 26   | [ 14 ] |

## Список композиций
Слова и музыка всех песен — Sturgill Simpson, кроме «In Bloom», которую написал Курт Кобейн.
| №                   | Название                                                                                     | Длительность |
| ------------------- | -------------------------------------------------------------------------------------------- | ------------ |
| 1.                  | «Welcome to Earth (Pollywog)»                                                                | 4:53         |
| 2.                  | «Breakers Roar»                                                                              | 3:33         |
| 3.                  | «Keep It Between the Lines»                                                                  | 4:01         |
| 4.                  | «Sea Stories»                                                                                | 3:17         |
| 5.                  | «In Bloom» (Nirvana cover)                                                                   | 4:01         |
| 6.                  | «Brace for Impact (Live a Little)»                                                           | 5:49         |
| 7.                  | «All Around You»                                                                             | 3:36         |
| 8.                  | «Oh Sarah» (впервые вышла на Sunday Valley's album To the Wind and On to Heaven в 2011 году) | 4:15         |
| 9.                  | «Call to Arms»                                                                               | 5:30         |
| Общая длительность: | Общая длительность:                                                                          | 38:54        |

## Участники записи
- Стерджил Симпсон — вокал, 12-струнная гитара, акустическая гитара, moog-синтезатор
- Miles Miller — ударные, бэк-вокал
- Arthur Cook — виолончель
- Jefferson Crow — фортепиано, Wurlitzer
- Jonathan Dinklage — скрипка
- Robert Emmett — клавишные, moog-синтезатор, орган, бэк-вокла, Wurlitzer

## Позиции в чартах
| Чарт (2016)                        | Высшая позиция |
| ---------------------------------- | -------------- |
| Бельгия/Фландрия (Ultratop)        | 108            |
| Канада (Canadian Albums Chart)     | 31             |
| Нидерланды (Album Top 100)         | 66             |
| Ирландия (IRMA)                    | 39             |
| Норвегия (VG-lista)                | 34             |
| Великобритания (UK Albums Chart)   | 43             |
| США (Billboard 200)                | 3              |
| США (Billboard Folk Albums)        | 1              |
| США (Billboard Top Country Albums) | 1              |
| США (Billboard Top Rock Albums)    | 1              |